# Hereret
Hereret és el nom d'una divinitat femenina de la mitologia egípcia que es troba esmentada o representada en tombes.

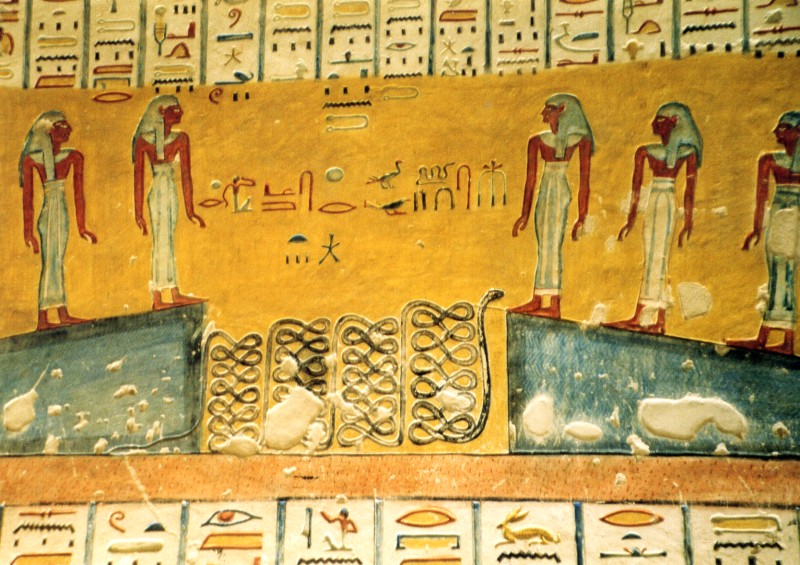
Hereret representada en forma de serp.

## Representacions

### A la necròpolis d'Assiut
La deessa Hereret és esmentada dues vegades a les tombes de la necròpolis d'Assiut, a la gran inscripció a la paret lateral dreta de la tomba III dedicada a Jtj-jb-j i al brancal de la porta de la tomba IV de Cheti II. A la tomba III, la deessa porta el determinatiu d'una deïtat amb cap de xacal. Per tant, es pot suposar que la deessa és un xacal o deessa amb cap de llop, que podria representar la contrapartida dels déus de la mort Upuaut i Anubis, tots dos adorats a Assiut.

### Al Llibre de les Portes
Al Llibre de les Portes, Hereret és representada com una serp enrotllada a la quarta hora del registre mitjà. Pareix les serps que representen les dotze hores i les torna a destruir. A banda i banda de la serp es poden veure dues plataformes inclinades, en cadascuna de les quals hi ha sis hores de nit.
En la descripció de l'escena, la serp és anomenada dos cops pel nom d'Hereret. El nom de la deessa acaba amb el determinant jeroglífic de serp.

### Al Llibre dels Morts
Hereret és esmentada a l'entrada de l'onzena porta al Llibre egipci dels morts, al proverbi 145, de la qual és la mestressa. El proverbi ha estat conservat sencer a la tomba de Senemut.

## Significat del nom
El significat del nom és discutit. Al Llibre dels Morts s'anomena Ḥrr.t-nt-sbḫt-nbt, per a la qual es suggereix la traducció "la terrorífica (?) de cada porta".